# Météorite de Bettrechies
La météorite de Bettrechies est une météorite dont la chute a été observée le 26 novembre 1934 à Bettrechies, dans le département du Nord, près de la frontière avec la Belgique.